# Contracapa
Contracapa é uma série de televisão brasileira criada e escrita por Rafael Waltrick com a colaboração dos roteiristas Tiago Lipka, Marçal do Carmo, Fernando Marés de Souza e Guto Pasko. Foi produzida pela GP7 Cinema, com direção geral do cineasta Guto Pasko.
Sua primeira temporada, com 13 episódios (de 52 minutos cada), foi filmado e ambientado na cidade de Curitiba, no Paraná, com as gravações ocorrendo entre agosto e novembro de 2017 e sua estréia foi no segundo semestre de 2018, em rede nacional do Brasil, nas emissoras públicas afiliadas da TV Brasil. Em janeiro de 2019, foi transmitida nos canais TV Brasil, na TV Educativa do Paraná e na TV Cultura simultaneamente.
Em fevereiro de 2020, a série estreou no canal de televisão a cabo AXN Brasil e no canal BoomTV em Moçambique e Angola.
No elenco principal estão atores como Hélio Barbosa, Carolina Fauquemont, Tiago Luz, Zéca Cenovicz, Mauro Zanatta, Michelle Pucci e Renét Lyon.

## Enredo
O seriado é ambientado na redação do jornal (fictício) curitibano “Gazeta Brasileira”, cujos repórteres investigativos trabalham num escândalo de corrupção política, quando ocorrem vazamentos de fotos comprometedoras envolvendo um candidato ao governo estadual. Em meio as investigações, a equipe do jornal tem que se adaptar à crise financeira que assola a empresa em que trabalham.